# Damvix

Damvix este o comună în departamentul Vendée, Franța. În 2009 avea o populație de 777 de locuitori.